# Novo Selo (miasto Zenica)
Novo Selo – wieś w Bośni i Hercegowinie, w Federacji Bośni i Hercegowiny, w kantonie zenicko-dobojskim, w mieście Zenica. W 2013 roku liczyła 141 mieszkańców, z czego większość stanowili Chorwaci.